# Schönborn, Rhein-Lahn-Kreis
Schönborn är en kommun och ort i Rhein-Lahn-Kreis i det tyska förbundslandet Rheinland-Pfalz. Roth har cirka 
700 invånare år 2012.
Kommunen ingår i kommunalförbundet Verbandsgemeinde Aar-Einrich tillsammans med ytterligare 30 kommuner.